# Stad
För andra betydelser, se Stad (olika betydelser).

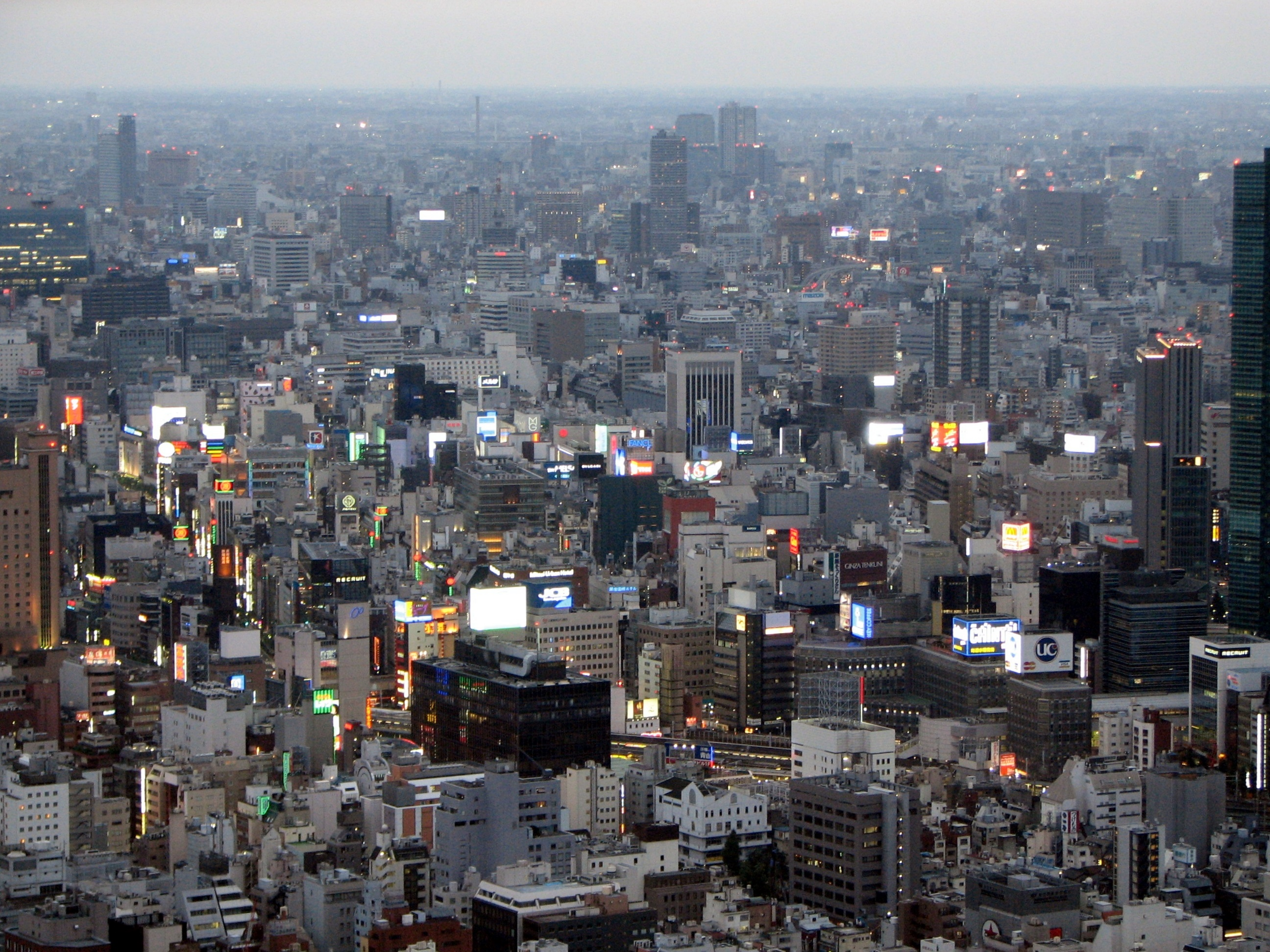
Stortokyo har 36 miljoner invånare och är världens folkrikaste storstadsområde.

Den heraldiska symbolen för de kommuner som kallas städer är i många länder den så kallade murkronan. Den återges här i den form som den brukar ha i Sverige.

En stad är en större eller mer betydande tätort, ofta centralort för en administrativ region, dess jurisdiktion, handel, industri och kommunikationer. Staden fungerar i förhållande till sitt omland (landsbygd och förorter) som en mer eller mindre självständig enhet. Städer har under historien ofta haft annan rättsstatus än landsbygd och mindre tätorter, i form av särskilda stadsprivilegier. Staden som lokaladministrativt område kan också i vissa länder och tidsperioder utgöra detsamma som en kommun (primärkommun eller stadskommun) eller utgöra kommunens huvudort.
Städer har funnits sedan forntiden och återspeglar civilisationens utveckling, där näringarna i staden typiskt inte var jordbruk, utan mer förädling av varor, handel och administration. Staden har ofta en innerstad eller stadskärna som karaktäriseras av koncentrerad stadsbebyggelse.

## Etymologi
Ordet "stad" betyder ursprungligen "plats, ställe". Detta förklarar varför ordet ingår som beståndsdel i ord som "eldstad", "stadfästa" och "stadga". Efterledet -sta i ortnamn, och efterledet -stad i de fall orten aldrig har haft stadsprivilegium och förledet inte är ett kunganamn, åsyftar också "ställe, plats", alternativt "gränsområde, utmarker, nybygge". Även i de övriga nordiska språken ingår ordet, som i till exempel danskans sted, som betyder plats. Den nuvarande betydelsen är framförallt inlånad från lågtyskans stat.
Det svenska ordet finns belagt i denna betydelse sedan 1300-talet (Skånelagen) som fornsvenska staþer, till lågty. stat med samma betydelse. Ursprunget är det samgermanska ordet staþer med betydelsen "plats", ett ord som i modern svenska finns kvar i till exempel "verkstad", "bostad" och "stadga".

## Historik

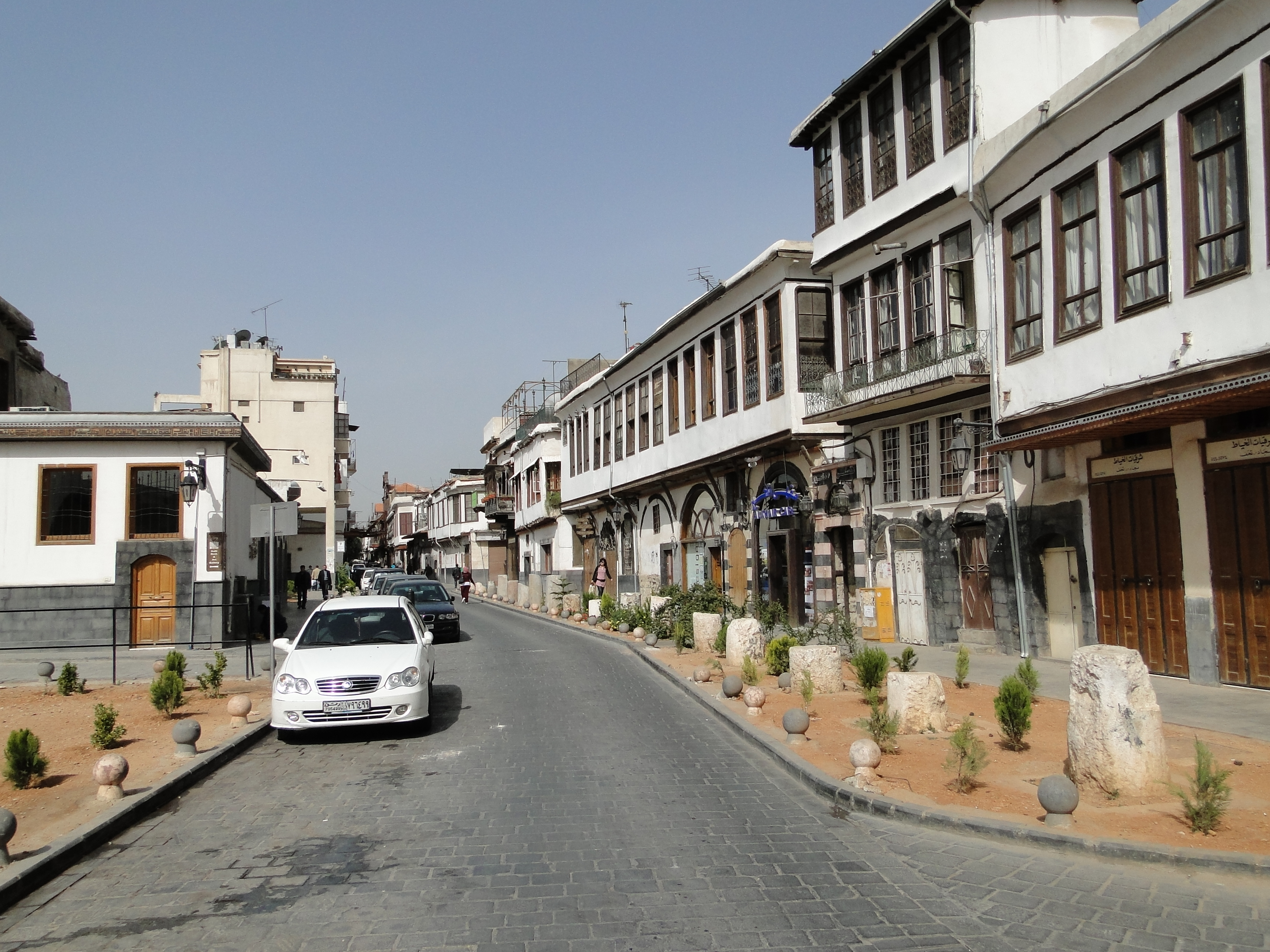
Damaskus, en av världens äldsta städer. Gatan på bilden kallas Raka gatan och är omnämnd i Nya testamentet.

Stad (fornsvenska för köpstader), var i juridisk mening en genom utbrytning från den omgivande landsbygden särskilt bildad kommunal enhet, som erhållit stadsprivilegier. I motsats till antikens folk, som företrädesvis koncentrerade sig i stora städer, bildade germanerna först långsamt särskilda stadssamhällen.
Handel av någon större betydelse var ofta bara tillåten i städer eller andra reglerade orter (i Norden till exempel köpingar). Detta var ett sätt för statsmakten att reglera handeln för att kunna säkra möjligheten till skatteuppbörd.

## Stadsbegreppet i världen

### Definitioner
Det finns ingen allmänt och internationellt vedertagen definition. Olika länder och organisationer har olika definitioner. Dessa kan vara geografiska eller juridiska.
Enligt Pacione (2009) utgår stater ifrån fyra faktorer eller kriterier för att definiera urbanitet: folkmängd, ekonomisk bas, administration och funktionalitet. Folkmängden är i många avseenden avgörande för huruvida en stat eller en organisation definierar ett område som en stad, vilket exemplen nedanför tydliggör. Att definiera utifrån ekonomisk bas kan betyda att ett område definieras som urbant om en viss procent av befolkningen är sysselsatt inom en viss arbetssektor, vanligtvis tillverkningsindustrin. Den tredje faktorn, administrativa kriterier, innebär att områden fastställs som urbana utifrån lagar, vanligtvis sådana som fastställer stadsgränser. Det kan resultera i att områden som rimligen bör definieras som urbana inte får denna definition då de faller utanför den lagliga stadsgränsen. Som en lösning på detta problem har stater börjat ta hänsyn till en rad andra faktorer som också anses definiera urbanitet, till exempel pendlingsavstånd. Dessa avser funktionalitet.
Nedan följer några exempel.

### Belgien
I Belgien är stad/ville en titel, som efter kungligt beslut tilldelats vissa kommuner. Vid sammanläggningar övergår titeln till den nya kommunen. Det finns i Belgien 133 kommuner med stadstitel, med befolkningstal mellan 988 och 472 000.

### Danmark
Danmark hade tidigare stadsprivilegier och städerna kallades købstad. Liksom i Sverige blev privilegierna urholkade under 1800-talet. 1849 blev städerna, liksom socknarna kommuner. Den formella skillnaden mellan kommuntyperna avskaffades år 1970. Bebyggelsegeografiskt talar man i Danmark om by, vilket är detsamma som en tätort i Sverige.

### Finland
Förhållandena i Finland var likartade de i Sverige. De så kallade "nya städerna", bildade efter 1959, saknade magistrat och rådstuvurätt liksom yngre städer i Sverige. 1977 avskaffades köpingarna och alla tidigare köpingar blev städer. Rådstuvurätterna förstatligades och namnändrades 1993 till tingsrätter. Sammanläggningar av kommuner genomfördes inte i lika stor utsträckning i Finland som i Sverige.
Även i Finland infördes 1995 en enhetlig kommuntyp. Där bestämmer dock fullmäktige över kommunens namn och i §5 i Finlands kommunallag föreskrivs: "Kommunen kan använda benämningen stad när den anser sig uppfylla de krav som ställs på ett stadssamhälle". Därav följer att i dessa kommuner heter kommunfullmäktige stadsfullmäktige och kommunstyrelsen stadsstyrelsen. Några sakliga skillnader mellan dessa och övriga kommuner finns dock inte. Alla städer i Finland är också kommuner och nästan alla innehåller även landsbygd.  Bebyggelsegeografiskt används liksom i Sverige begreppet tätort (fi. taajama).
Nu finns i Finland 108 städer och 228 andra kommuner.

### Frankrike
Alla kommuner (communes) är likställda (det finns nära 37 000). Den franska statistikmyndigheten INSEE definierar efter vissa kriterier orter med över 2 000 invånare som ville eller officiellt unité urbaine.

### Indien
Den samlande benämningen för städer i Indien är towns. Detta omfattar administrativa områden som lyder under så kallade municipal corporations, municipal area committees, town committees, notified area committees och cantonment boards. Förutom dessa finns det ytterligare samhällen som räknas som urbana, där kriterier gällande exempelvis folkmängd (minst 5 000 invånare), befolkningstäthet (minst 400 inv./km²) och sysselsättning (minst 75% av den arbetsföra manliga befolkningen inom ett samhälle måste vara sysselsatt inom arbete utanför jordbrukssektorn) spelar in.

### Nederländerna
Liksom i Sverige erkänner lagstiftningen i Nederländerna inga städer i kommunalrättslig mening. Denna skillnad avskaffades i Nederländerna redan 1848. I dagligt tal används begreppet om orter med över 25.000 invånare.

### Norge
I Norge har alla kommuner lika status. Sedan 1993 kan en kommun med över 5 000 invånare "ta i bruk benevelsen by, dersom kommunen har bymessig tettsted". Detta kan tillämpas på antingen hela kommunen eller bara tätorten. Bebyggelsemässigt används begreppet tettsted, vilket motsvarar svenskans tätort.

### Storbritannien
Både begreppen town och city brukar översättas till stad på svenska. Town betecknar då städer som fått marknadsrättigheter och är vanligt förekommande, medan city är mer begränsat och gäller städer som är eller varit av betydelse, ursprungligen i första hand stiftsstäder.

### Sverige
I Sverige försvann "stad" som juridiskt begrepp med kommunreformen 1971. Ordet används i dag antingen om större tätort som har haft stadsrättigheter, eller om kommun vars huvudort har haft stadsrättigheter. SCB har definierat (1995) stad som en tätort med mer än 10 000 invånare. Fjorton svenska kommuner, vars centralort tidigare varit stadskommun, använder idag stad som del i namnet för hela kommunens administration.
Stadsrätten utgjorde i Sverige sammanfattningen av de rättsgrundsatser, som gällde specifikt för förhållanden i en stad. Den äldre germanska rätten är - i motsats till den romerska, som ursprungligen var en stadsrätt - en landsrätt, emedan hos de germanska folken verkliga rättssamhällen tidigast utvecklat sig på landet. Så småningom uppväxte emellertid stadssamhällen även i norr, i vilka särskilda näringar drevs och i övrigt särskilda förhållanden utbildade sig. Dessa äldsta stadssamhällen, i vilka sannolikt tidigast den rätt tillämpades, som gällde för det kringliggande landet, syns först så småningom ha lösgjort sig från landets rättsområde och erhållit egen jurisdiktion, varefter de för städerna mer och mer sig utbildande egendomliga förhållandena medförde en omskapning av själva den materiella rätten.
I de flesta städer fanns en domstol i form av en rådhusrätt (tidigare ofta kalla rådstuvurätt), även om vissa mindre städer och alla som bildats under 1900-talet lydde under en häradsrätts domsaga. Rådhusrätterna ersattes vid tingsrättsreformen i Sverige 1971 av tingsrätter.

#### Historiskt
Sveriges städer, som vid slutet av medeltiden var 41, vid mitten av 1600-talet 60 och efter de sydsvenska landskapens erövring 1658 uppgick till 81, utgjorde i januari 1917 ett antal av 103, varvid dock 2 (Skanör och Falsterbo) var förenade under gemensam styrelse sedan 1754, då de växte ihop med varandra. 29 städer tillkom sedan mellan 1917 och 1951. De yngsta städerna var Säffle stad och Oxelösunds stad som blev städer 1951 respektive 1950, då antalet blev 133.
I Skandinavien var dessa bildningar särdeles länge svaga och obetydliga, tills kungarna började främja deras uppkomst och utveckling. De svenska städerna började redan under folkungaregenterna erhålla privilegier. Städerna erhöll efter hand egen rättsordning (till exempel Bjärköarätt), egen lagskipning och administration, då deras borgare erhållit särskilt politiskt inflytande som riksstånd samt stora företrädesrättigheter ifråga om näringsverksamhet. Vid avskaffandet av skråväsendet och införandet av näringsfrihet förlorade städerna mycket av sin traditionella juridiska särställning i Sverige.

### Tyskland
Stadt används i modern tid som beteckning på en kommun med formella stadsrättigheter. Ibland förekommer även namnet av historiska skäl på mindre orter som idag utgör en del av storkommuner eller samarbetar med grannkommuner inom kommunalförbund. De minsta städerna i Tyskland som bär namnet stad har mindre än 1 000 invånare.
I förvaltningsrättslig mening finns i modern tid ingen skillnad mellan begreppet Stadt (stad) gentemot Gemeinde (kommun) - alla bestämmelser som gäller kommuner gäller lika för städer, men endast städer har rätt att kalla sig Stadt.
Tysklands förbundsländers delstatsregeringar har rätt att tilldela en kommun nya stadsprivilegier, vilket idag vanligen sker för orter som är egna kommuner och genom tillväxt fått en karaktär av medelstor tätort. Det enda stadsprivilegiet i modern tid är dock just rätten att officiellt kalla sig stad. Ett exempel på detta är staden Wildau utanför Berlin, tilldelad stadsrättigheter så sent som 2013. Det förekommer även att städer förlorar sin stadsstatus genom kommunsammanslagningar, om den större nybildade kommunen inte ges stadsstatus. Ett exempel på detta är Fehrbellin.

#### Historia

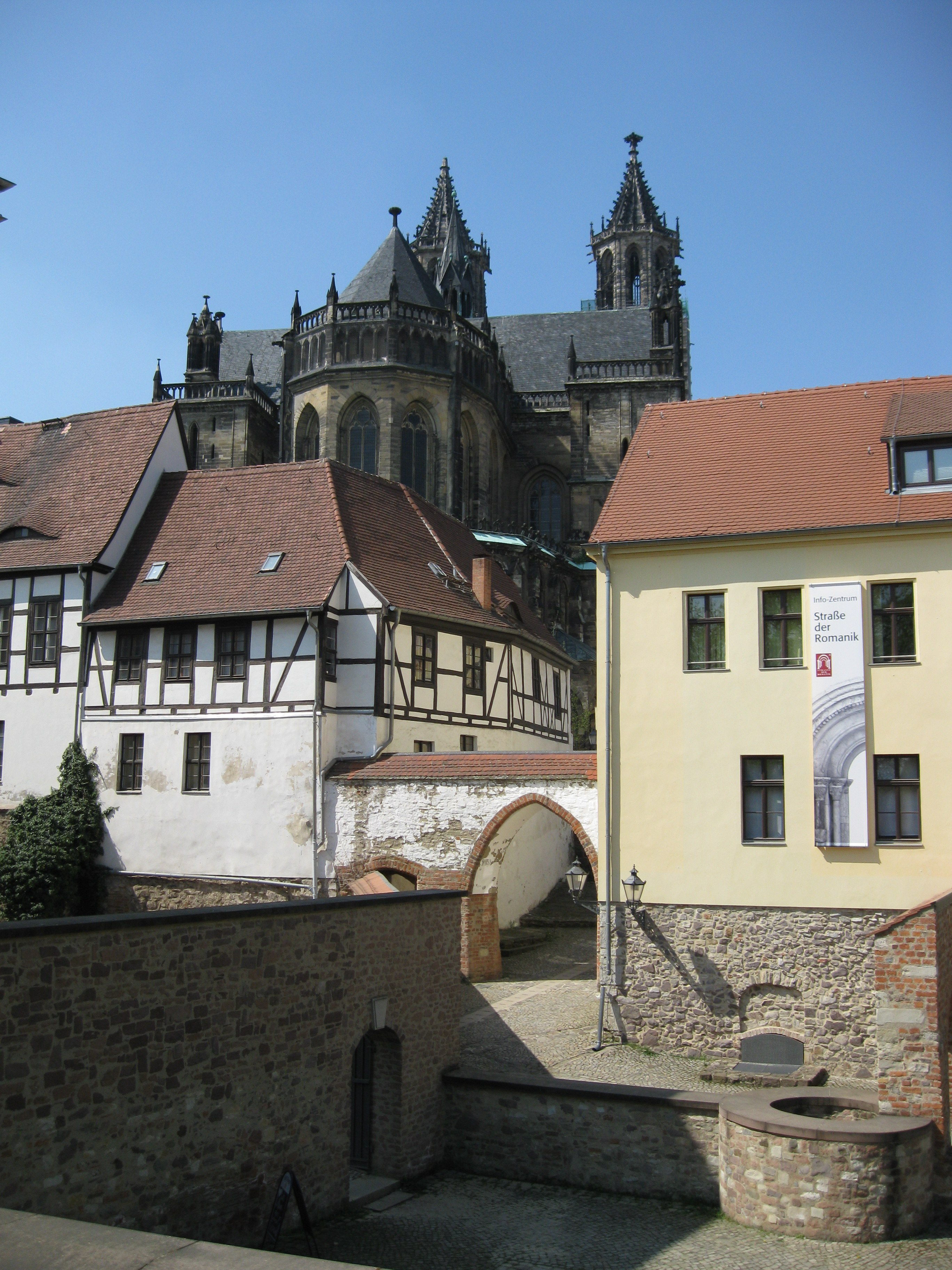
Magdeburgs medeltida stadsport och domkyrka.

I Tyskland har begreppet stadsprivilegier använts sedan 900-talet, och flertalet städer i Tyskland grundades under högmedeltiden. Som viktig förebild användes bland annat antik romersk och italiensk stadsrätt. Städerna Soest, Lübeck, Köln och Magdeburg har de mest kända versionerna av tysk stadsrätt, som senare kopierades av många andra städer i respektive region; Lübeck stod modell för många hansestäder medan de flesta städer öster om Elbe använde Magdeburgrätten. Städernas privilegier och juridiska särstatus avvecklades successivt under 1800-talet efter det Tysk-romerska rikets avskaffande och övergick till att regleras av nationella och delstatliga lagar.

#### Olika stadsbeteckningar
Vissa sammansättningar, såsom Hansestadt eller Universitätsstadt, förekommer, och används i modern tid av städer för att anknyta till sin traditionella status i stadens varumärke. Sådana namnändringar kan beslutas av städerna själva, men vissa andra beteckningar såsom Kurstadt är skyddade. Till exempel får namnet Kurstadt endast ges till städer med officiell status som kurort, då detta är kopplat till stadens beskattningsrätt för turistverksamhet.
Kretsfri stad (Kreisfreie Stadt) i Tyskland är ett administrativt begrepp, vanligt bland större städer, som innebär att staden är en egen Landkreis (en typ av sekundärkommun, vanligen översatt med län) i förvaltningsrättslig mening. Motsatsen, Kreisangehörige Stadt, betecknar en stad som ingår tillsammans med andra kommuner i en Kreis/Landkreis.
Titularstadt var officiellt under 1800-talet och början av 1900-talet beteckningen på en ort som var stad till namnet, men som saknade fullständiga stadsprivilegier och därmed till viss del förvaltades som en landsortskommun. I modern tid existerar inte den administrativa skillnaden, men begreppet kan ibland användas om en stad som genom kommunreformer inte längre officiellt är en självständig stadskommun.
Tre städer i Tyskland är dessutom stadsstater, vilket betyder att stadens och förbundslandets (delstatens) politiska och administrativa organ utgör en enhet; dessa är Berlin, Hamburg och Bremen. Dessa har begränsad lagstiftningsrätt i egenskap av delstater, inom de ramar som sätts av federal lagstiftning.
Historiskt användes i det tysk-romerska riket begreppet riksstäder om städer som lydde direkt under kejsaren utan några feodala länsherrar däremellan, och därmed hade en hög grad av politisk självständighet.